# Ривароксабан
Ривароксабан (англ. Rivaroxaban, лат. Rivaroxabanum) — лікарський препарат, який за своїм хімічним складом є похідним оксазолідинонів, та застосовується перорально. Ривароксабан розроблений у лабораторії концерну «Bayer» у співробітництві з корпорацією «Johnson & Johnson» на початку ХХІ століття, та розповсюджується у світі під торговельною маркою «Ксарелто», у більшості країн як бренд корпорації «Bayer», а в США як бренд компанії «Janssen Pharmaceutica».

## Фармакологічні властивості
Ривароксабан — синтетичний препарат, що по хімічному складу є похідним оксазолідинонів, та є представником класу прямих антикоагулянтів. Механізм дії препарату полягає у прямому зворотньому інгібуванні як прямого, так і зв'язаного фактора зсідання крові Xa шляхом блокування антитромбіну та селективної дії на активні центри фактора зсідання крові Ха, що в подальшому призводить до гальмування перетворення протромбіну в тромбін, внаслідок чого проходить блокування як внутрішнього, так і зовнішнього каскаду зсідання крові. Ривароксабан має також дозозалежний вплив на протромбіновий час та активований частковий тромбопластиновий час, і при його застосуванні немає потреби контролювати показники зсідання крові (як при застосуванні пероральних антикоагулянтів перших поколінь, зокрема варфарину). При тривалому застосуванні ривароксабану спостерігається менший ризик великих кровотеч[джерело?], та рівноцінний або більший ефект при застосуванні з метою профілактики ішемічного інсульту, інфаркту міокарду та інших тромбоемболічних ускладнень у порівнянні з варфарином та антиагрегантами (ацетилсаліциловою кислотою, клопідогрелем). Ривароксабан також може застосовуватися для лікування гострих тромбозів глибоких вен нижніх кінцівок або тромбоемболії легеневої артерії, а також для профілактики тромбоемболічних ускладнень при великих оперативних втручаннях на суглобах нижніх кінцівкок. Ривароксабан також ефективний при профілактичному застосуванні для зниження ризику тромбоемболічних ускладнень у хворих із фібриляцією передсердь. Ефективність ривароксабана з метою профілактики порівнювалась із ефективністю варфарину у дослідженні ROCKET AF, а у дослідженні EINSTEIN-DVT порівнювалась із ефективністю низькомолекулярних гепаринів (еноксапарин), і в обидвох випадках отримано рівноцінні результати по ефективності ривароксабану, одночасно із вищим рівнем безпеки при застосуванні ривароксабану в порівнянні із варфарином та еноксапарином. Ефективність ривароксабану при гострому коронарному синдромі натепер знаходиться у стадії дослідження.

### Фармакокінетика
Ривароксабан швидко та повністю всмоктується після перорального застосування, біодоступність препарату становить 80—100 %. Максимальна концентрація ривароксабану в крові досягається протягом 2—4 годин. Препарат майже повністю (на 92—95 %) зв'язується з білками плазми крові. Метаболізується ривароксабан у печінці з утворенням неактивних метаболітів. Виводиться препарат із організму практично в рівній кількості з сечею та калом. Період напіввиведення ривароксабану становить 5—9 годин у молодих людей та 11—13 годин у осіб похилого віку, цей час може збільшуватися у осіб із печінковою та нирковою недостатністю.

## Показання до застосування
В Україні офіційними показаннями до застосування ривароксабану є профілактика смерті від гострих серцево-судинних подій (інфаркт міокарду, інсульт та інші гострі серцево-судинні події) у пацієнтів із перенесеним гострим коронарним синдромом у комбінації з ацетилсаліциловою кислотою, клопідогрелем або тиклопідином; профілактика інсульту або тромбоемболічних ускладнень у хворих із фібриляцією передсердь; для лікування і профілактики тромбозу глибоких вен; а також для профілактики і лікування тромбоемболії легеневої артерії і рецидивуючого тромбозу глибоких вен, у тому числі при великих ортопедичних операціях на суглобах нижніх кінцівок.

## Побічна дія
При застосуванні ривароксабану, як і інших антикоагулянтів, найчастішим побічним ефектом є виникнення кровотеч. Проте, на відміну від інших пероральних антикоагулянтів, виникнення кровотеч при застосуванні ривароксабану не супроводжується серйозними гемодинамічними порушеннями. Так, під час проведення дослідження ефективності ривароксабану в порівнянні з варфарином ROCKET AF, при застосуванні ривароксабану спостерігалась незначно вища загальна частота кровотеч (14,91 % у порівнянні з 14,52 % при застосуванні варфарину) при зниженні частоти внутрішньочерепних кровотеч (0,49 % при застосуванні ривароксабану і 0,74 % при застосуванні варфарину), зниженні частоти кровотеч у життєво важливі органи (0,82 % при застосуванні ривароксабану в порівнянні з 1,18 % при застосуванні варфарину) та зниженні частоти смертності від кровотеч (0,24 % при застосуванні ривароксабану у порівнянні з 0,48 % при застосуванні варфарину), щоправда, при застосуванні ривароксабану спостерігалось також більш виражене зниження рівня гемоглобіну в крові та частіше виникала потреба у переливанні крові. При застосуванні ривароксабану також можуть спостерігатися наступні побічні ефекти:
- Алергічні реакції — часто (1—10 %) висипання на шкірі, свербіж шкіри, екхімози, гарячка; нечасто (0,1—1 %) кропив'янка, крововиливи у шкіру; рідко (0,01—0,1 %) алергічний дерматит.
- З боку травної системи — часто (1—10 %) нудота; нечасто (0,1—1 %) блювання, діарея, біль у животі, здуття живота, шлунково-кишкові кровотечі, порушення функції печінки; рідко (0,01—0,1 %) жовтяниця, сухість у роті.
- З боку нервової системи — часто (1—10 %) головний біль, запаморочення, втрата свідомості; нечасто (0,1—1 %) мозкові і внутрішньочерепні крововиливи, крововиливи в око.
- З боку серцево-судинної системи — часто (1—10 %) артеріальна гіпотензія, виникнення гематом, післяопераційні та після ін'єкційні кровотечі, периферичні набряки; нечасто (0,1—1 %) тахікардія.
- З боку дихальної системи — часто (1—10 %) носова кровотеча; нечасто кровохаркання.
- З боку опорно-рухового апарату — часто (1—10 %) біль у кінцівках; нечасто (0,1—1 %) гемартроз; рідко крововиливи у м'язи.
- З боку сечостатевої системи — часто (1—10 %) кровотечі із органів сечостатевої системи (гематурія, меноррагія); нечасто ниркова недостатність.
- Зміни в лабораторних аналізах — часто (1—10 %) анемія, підвищення активності амінотрансфераз; нечасто тромбоцитемія, підвищення активності лактатдегідрогенази гаммаглутамілтранспептидази та лужної фосфатази, підвищення рівня сечовини та креатиніну; рідко збільшення рівня білірубіну.

## Протипокази
Ривароксабан протипоказаний при підвищеній чутливості до препарату, клінічно значимій гострій кровотечі, захворюваннях печінки, що супроводжуються порушенням згортання крові, вагітності та годуванні грудьми. З обережністю препарат застосовується у хворих із печінковою та нирковою недостатністю. Ривароксабан не застосовується у дитячому та підлітковому віці.

## Форми випуску
Ривароксабан випускається у вигляді таблеток по 0,0025; 0,01; 0,015 та 0,02 г.

## Структурна подібність з оксазолідинонами
Ривароксабан і його аналоги, що входять до групи інгібіторів фактору Xa (апіксабан, дабігатран, едоксабан, фондапаринукс, ривароксабан), має структурну подібність із лінезолідом та іншими антибіотиками групи оксазолідинонів, основою структури усіх вищеперерахованих лікарських препаратів є 2-оксазолідон. Проте ривароксабан і його метаболіти не мають антибактеріальної активності, та при його застосуванні не спостерігається явищ мітохондріальної токсичності, характерних для лінезоліда й інших антибіотиків-оксазолідинонів.

## Дослідження по розробці антидоту до ривароксабану
Для лікування ймовірного передозування ривароксабану та інших інгібіторів фактору зсідання крові Ха американська компанія «Portola Pharmaceuticals» розробила препарат андексанет альфа, який пройшов І та ІІ фази клінічних досліджень, очікується початок ІІІ фази досліджень, лише після успішного завершення якої препарат отримає дозвіл FDA на застосування у лікарській практиці.